# Euploea lilybaea
Euploea lilybaea är en fjärilsart som beskrevs av Hans Fruhstorfer 1911. Euploea lilybaea ingår i släktet Euploea och familjen praktfjärilar. Inga underarter finns listade i Catalogue of Life.